# Transformers Animated
Transformers Animated este un serial de desene animate american bazat pe seria de jucării Transformers de Hasbro și Takara Tomy. Desenul a debutat pe Cartoon Network pe Decembrie 26, 2007 și a fost difuzat pe Nicktoons în Marea Britanie din Februarie 2008. A fost produs de Cartoon Network Studios și Hasbro Entertainment și animat de The Answer Studio, Mook Animation, și Studio 4°C. Desenul a avut 42 de Desenul și-a început difuzarea în Japonia la 3 aprilie 2010, pe TV Aichi și TV Tokyo.
Continuitatea acestui serial e complet separată de toate celelalte continuități din franciza Transformers. A avut 42 de episoade și a conținut aluzii, apariții ale unor personaje și aluzii fanservice din franciza Transformers.
Premiera în România a fost pe 11 octombrie 2008 pe canalul Cartoon Network.

## Rezumat

### Episoadele pilot
Serialul a început cu un episod triplu numit "Transformați-vă!". Sute de cicluri stelare (ani) după ce Autoboții au câștigat împotriva Decepticonilor în Marele Război, o echipă de Autoboți condusă de Optimus Prime și compusă din Ratchet, Bulkhead, Prowl și Bumblebee descoperă legendarul AllSpark îngropat într-un asteroid. Autoboții aduc AllSpark-ul în nava lor, dar sunt atacați de o echipă de Decepticoni conduși de notoriul lord de război Megatron și compusă din Lugnut, Blitzwing, Blackarachnia și Starscream. Megatron atacă nava Autoboților ca să ia AllSpark-ul, dar un explozibil plantat de trădătorul de Starscream este detonat, iar nava se prăbușește pe Pământ. Autoboții intră în starea de stază să supraviețuiască prăbușirii, în timp ce rămășițele lui Megatron sunt descoperite de Isaac Sumdac, un om de știință.
50 de ani mai târziu, profesorul Isaac Sumdac este CEO al companiei de robotică Sumdac Systems, în orașul futuristic din Detroit. Optimus Prime și Autoboții se trezesc din stază, apărând oamenii de un monstru, făcându-i celebrități locale. Ei se împrietenesc cu tânăra fiică a profesorului Sumdac, Sari, care îi învață despre obiceiurile de pe Pământ și a cărei chei de securitate este transformată într-o super cheie ce posedă o fracțiune din vasta putere a AllSpark-ului. La final, Starscream vine pe Pământ ca să ia AllSpark-ul pentru el, dar Autoboții îl opresc și salvează din nou Pământul.

### Sezonul 1
Autoboții încep să se stabilească pe Pământ și încep să învețe cultura oamenilor, fiind ajutați de Sari, care le dă și o bază a lor. Megatron, cu capul supraviețuindu-i de când nava Autoboților s-a prăbușit pe Pământ, îl manipulează pe profesorul Sumdac să îl reconstruiască, prezentându-se ca un Autobot. Blitzwing și Lugnut ajung pe Pămănt în căutarea liderului lor Megatron, iar Blackarachnia vine și ea, dar are ca țintă pe Optimus Prime, pe care dă vina pentru transformarea ei într-o tehnorganică. Personaje care apar în primul sezon includ Autobotul Arcee (doar în flashback-uri), Decepticonul Soundwave, vănătorul de recompense Lockdown, Dinoboții Grimlock, Snarl și Swoop, și superrăufători umani ca Nanosec (care se deplasează la o viteză rapidă), Directorul (care pilotează un cap de robot) și Meltdown (care e expus la o substanță corozivă și periculoasă). Sezonul se termină cu Megatron reconstruit (din corpul său vechi cu ajutorul Cheii AllSpark) și dispersarea AllSpark prin Detroit ca părți.

### Sezonul 2
Garda de Elită din Cybertron (Jazz, Sentinel Prime și Ultra Magnus) ajung pe Pămănt dup@ AllSpark numai ca să afle despre dispersarea sa de la finalul sezonului 1. Chiar dacă Sentinel nu-i crede, Optimus și echipa lui îl conving pe Ultra Magnus de prezența Decepticonilor pe Pământ. Tema centrală a sezonului este găsirea fragmentelor din AllSpark împrăștiate nu numai prin Detroit, dar posibil pe tot Pământul și planul Decepticonilor de a ataca Cybertron prin surprindere construin un SpaceBridge, Megatron forțându-l pe profesorul Sumdac (pe care Megatron l-a răpit în ultima clipă la finalul sezonului 1) să îi ajute. Alte personaje introduse includ Omega Supremul (care era nava echipei lui Optimus Prime), Wreck-Gar, Wasp ș Blurr, Decepticonii Mixmaster, Scrapheap, Swindle și Shockwave, superrăufăcătoarea Slo-Mo (care poate încetini timpul) și clonele lui Starscream Thundercracker, Ramjet, Skywarp, Sunstorm și Slipstream (nefiind numiți în serial; numele lor vin de la informațiile din jucării, iar numele lui Slipstream i s-a dat retroactuv de către Hasbro). Sezonul se încheie cu distrugerea SpaceBridge-ului, și Megatron, Starscream și Omega Supremul se pierd în spațiu, iar Sari descperă circuite în unul din brațele ei, sugerând că ea nu e complet umană.

### Sezonul 3
Sari e șocată când află că e un robot, refuzând spusele tatălui ei că a fost găsită ca un mic corp lichid metalic, instantaneu crezând că a fost construită de tatl ei. Prowl face cercetări și confirmă spusele profesorului Sumdac, deducând că ea e o protoformă cybertroniană (stagiul inițial de dezvoltare al tuturor cybertronienilor) care a venit în contact cu informația genetică a profesorului Sumdac. Sari folosește puterea Cheii AllSpark ca să se transforme într-o formă adolescentă, mai înaltă, mai puternică și plină de arme și puteri supraomenești.
Între timp, pe Cybertron, Shockwave (deghizat ca Autobotul Longarm Prime) sabotează multe misiuni ale Gărzii de Elită pentru întoarcerea lui Megatron, neștiind că Megatron s-a pierdut în spațiu cu Starscream, încercând să îl controleze pe Omega Supremul. Ultra Magnus trimite pe Sentinel și Jazz după Wasp, presupusul agent dublu care veni pe Pămănt să se răzbune pe Bumblebee pentru că l-a declarat un trădător. Arcee și Soundwave (acum acompaniat de minionii săi Ratbat și Laserbeak) se întorc. Alte personaje introduse în acest sezon includ Constructiconul Dirt Boss, omul de știință Autobot Perceptor, maestrul lui Prowl, Yoketron (care apare în amintirile lui Prowl) și membrii zburători ai Gărzii de Elită Jetfire și Jetstorm.
La finalul sezonului 3, Jazz se alătură echipei lui Optimus Prime pe Pământ, după ce Megatron și Starscream revin pe Pământ, Megatron obținând informații din memoria lui Arcee ca să creeze o armată de mărimea Omega Supremului ce seamănă cu Lugnut. Optimus Prime îl înfrânge pe Megatron cu ajutorul ciocanului lui Ultra Magnus și a unui jetpack "Wingblade" construit de profesorul Sumdac, Ratchet și Sari, și Prowl își sacrifică scânteia pentru a întregi AllSpark, omorându-l pe Starscream și distrugând armata de "Lugnuți Supremi". Autoboții se întorc pe Cybertron, cu Decepticonii capturați, ca eroi pe planeta lor.

## Producție
Serialul a fost animat în Japonia de studiourile Mook Animation, The Answerstudio Co., Ltd. (studioul care a animat Super Robot Monkey Team Hyperforce Go!) și Studio 4°C (scurtmetraje).
A fost titlat anterior ca Transformers: Heroes, dar i-a fost simplificat ca să se distingă de filmul live-action din 2007 regizat de Michael Bay.
Producătorul supervizor e Matt Youngberg (Tinerii Titani, The Batman), iar vice-președintele Cartoon Network, Sam Register, care a creat serialul Hi Hi Puffy AmiYumi, ca producător executiv, și Vincent Aniceto fiind producătorul de dialoguri. Scenaristul din serialul Beast Wars: Transformers, Marty Isenberg, s-a întors ca scenarist șef al serialului. Derrick J. Wyatt (Tinerii Titani, Legion of Super-Heroes) a creat arta și a fost designerul principal al personajelor.
Un ghid al desenului animat, The AllSpark Almanac, a venit în 2009, acoperind primele două sezoane. În 2010, The AllSpark Almanac II a fost scos și a acoperit al treilea și ultimul sezon. În 2015, The Complete AllSpark Almanac a fost lansat, conținând informațiile complete din primele două, dar cu diferențe și adăugări.

### Versiunea japoneză
În Japonia, serialul a debutat pe 3 aprilie 2010. Optimus Prime nu e numit "Convoy" ca în celelalte variante japoneze ale desenelor Transformers.
Ca să fie în aceeași cronologie cu filmele lui Michael Bay, Bulkhead a fost redenumit "Ironhide", făcându-l o versiune mai tânără a lui Ironhide, iar Ironhide din acest serial (nu Bulkhead) a fost redenumit în "Armorhide". Personaje umane au fost redenumite (ca de exemplu, Nanosec numindu-se Speed King). Episoadele au fost modificate sau schimbate din ordinea americană ca să se potrivească modificărilor. Episoadele cu Constructiconii, din cauza lipsei de jucării cu Constructiconii, nu au fost difuzate (dar ultimul episod cu Constructiconii totuși a fost difuzat). În ciuda schimbărilor, editările sunt mai potrivite în cronologie cu ordinea americană decât cu filmele live-action; singura mențiune a noii identități a lui Bulkhead ca Ironhide este că el este un specialist în arme.
Tema muzicală de început este "TRANSFORMERS EVO", de trupa JAM Project, iar tema muzicală de sfârșit este "AXEL TRANSFORMERS", de trupa Rey.

## Episoade
| Premiera originală | Premiera în România | N/o | Titlu român                             | Titlu original                        |
| ------------------ | ------------------- | --- | --------------------------------------- | ------------------------------------- |
|                    |                     |     |                                         |                                       |
| FILM               |                     |     |                                         |                                       |
|                    |                     |     |                                         |                                       |
| 26.12.2007         | 11.10.2008          | 01  | Transformați-vă                         | Transform and Roll Out!               |
| 26.12.2007         | 11.10.2008          | 02  | Transformați-vă                         | Transform and Roll Out!               |
| 26.12.2007         | 12.10.2008          | 03  | Transformați-vă                         | Transform and Roll Out!               |
|                    |                     |     |                                         |                                       |
| SEZONUL 1          |                     |     |                                         |                                       |
|                    |                     |     |                                         |                                       |
| 05.01.2008         | 12.10.2008          | 04  | Unde se află AllSpark, acolo e casa mea | Home Is Where the Spark Is            |
|                    |                     |     |                                         |                                       |
| 12.01.2008         | 18.10.2008          | 05  | Topire completă                         | Total Meltdown                        |
|                    |                     |     |                                         |                                       |
| 19.01.2008         | 19.10.2008          | 06  | Explozie din trecut                     | Blast From the Past                   |
|                    |                     |     |                                         |                                       |
| 26.01.2008         | 25.10.2008          | 07  | Fiorul vânătorii                        | The Thrill of the Hunt                |
|                    |                     |     |                                         |                                       |
| 09.02.2008         | 26.10.2008          | 08  | Nanosec                                 | Nanosec                               |
|                    |                     |     |                                         |                                       |
| 16.02.2008         | 01.11.2008          | 09  | Apariția păianjenului                   | Along Came a Spider                   |
|                    |                     |     |                                         |                                       |
| 23.02.2008         | 07.11.2008          | 10  | Sunet și furie                          | Sound and Fury                        |
|                    |                     |     |                                         |                                       |
| 01.03.2008         | 08.11.2008          | 11  | Pierdut și regăsit                      | Lost and Found                        |
|                    |                     |     |                                         |                                       |
| 08.03.2008         | 09.11.2008          | 12  | Supraviețuirea celui mai adaptat        | Survival of the Fittest               |
|                    |                     |     |                                         |                                       |
| 15.03.2008         | 15.11.2008          | 13  | Directorul                              | Headmaster                            |
|                    |                     |     |                                         |                                       |
| 22.03.2008         | 16.11.2008          | 14  | Chemarea naturii                        | Nature Calls                          |
|                    |                     |     |                                         |                                       |
| 29.03.2008         | 22.11.2008          | 15  | Renașterea lui Megatron                 | Megatron Rising                       |
| 05.04.2008         | 23.11.2008          | 16  | Renașterea lui Megatron                 | Megatron Rising                       |
|                    |                     |     |                                         |                                       |
| SEZONUL 2          |                     |     |                                         |                                       |
|                    |                     |     |                                         |                                       |
| 12.04.2008         | 29.11.2008          | 17  | Garda de elită                          | The Elite Guard                       |
|                    |                     |     |                                         |                                       |
| 26.04.2008         | 30.11.2008          | 18  | Întoarcerea Directorului                | Return of the Headmaster              |
|                    |                     |     |                                         |                                       |
| 03.05.2008         | 06.12.2008          | 19  | Misiune îndeplinită                     | Mission Accomplished                  |
|                    |                     |     |                                         |                                       |
| 10.05.2008         | 07.12.2008          | 20  | Probleme cu gunoiul                     | Garbage In, Garbage Out               |
|                    |                     |     |                                         |                                       |
| 17.05.2008         | 13.12.2008          | 21  | La viteză maximă                        | Velocity                              |
|                    |                     |     |                                         |                                       |
| 24.05.2008         | 14.12.2008          | 22  | Apariția Construcțiconilor              | Rise of the Constructicons            |
|                    |                     |     |                                         |                                       |
| 31.05.2008         | 20.12.2008          | 23  | Pentru un pumn de energie               | A Fistful of Energon                  |
|                    |                     |     |                                         |                                       |
| 07.06.2008         | 21.12.2008          | 24  | Societatea Ultimilor Vicleșuguri        | S.U.V. – Society of Ultimate Villainy |
|                    |                     |     |                                         |                                       |
| 14.06.2008         | 27.12.2008          | 25  | Tabăra Autoboților                      | Autoboot Camp                         |
|                    |                     |     |                                         |                                       |
| 21.06.2008         | 28.12.2008          | 26  | Vinerea neagră                          | Black Friday                          |
|                    |                     |     |                                         |                                       |
| 28.06.2008         | 10.01.2009          | 27  | Nu-i nimeni acasă Sari                  | Sari, No One’s Home                   |
|                    |                     |     |                                         |                                       |
| 05.07.2008         | 11.01.2009          | 28  | O punte prea aproape                    | A Bridge Too Close                    |
| 05.07.2008         | 17.01.2009          | 29  | O punte prea aproape                    | A Bridge Too Close                    |
|                    |                     |     |                                         |                                       |
| SEZONUL 3          |                     |     |                                         |                                       |
|                    |                     |     |                                         |                                       |
| 14.03.2009         |                     | 30  | În transă!                              | Transwarped                           |
| 14.03.2009         | 31                  |     | În transă!                              | Transwarped                           |
| 14.03.2009         | 32                  |     | În transă!                              | Transwarped                           |
|                    |                     |     |                                         |                                       |
| 21.03.2009         |                     | 33  | Trei și încă o mulțime                  | Three's A Crowd                       |
|                    |                     |     |                                         |                                       |
| 28.03.2009         |                     | 34  | Acolo unde te înțeapă                   | Where Is Thy Sting                    |
|                    |                     |     |                                         |                                       |
| 04.04.2009         |                     | 35  | Cinci servitori ai răului               | Five Servos of Doom                   |
|                    |                     |     |                                         |                                       |
| 11.04.2009         |                     | 36  | Trezirea lui Predacons                  | Predacons Rising                      |
|                    |                     |     |                                         |                                       |
| 18.04.2009         |                     | 37  | Eroare umană!                           | Human Error                           |
| 25.04.2009         |                     | 38  | Eroare umană!                           | Human Error                           |
|                    |                     |     |                                         |                                       |
| 02.05.2009         |                     | 39  | Linia aeriană a decepticonilor          | Deception Air                         |
|                    |                     |     |                                         |                                       |
| 09.05.2009         |                     | 40  | Motivul pentru care urăsc mașinile      | This is Why I Hate Machines           |
|                    |                     |     |                                         |                                       |
| 16.05.2009         |                     | 41  | Sfârșit de joc!                         | Endgame                               |
| 23.05.2009         |                     | 42  | Sfârșit de joc!                         | Endgame                               |
|                    |                     |     |                                         |                                       |

## Primire
La început, serialul a fost criticat aspru de către critici și fani, o critică comună fiind arta serialului. Dar pe măsură ce serialul a progresat, a fost primit mai bine și lăudat pentru poveste, personaje, mitologie și direcție.
După ce s-a terminat, serialul este considerat unul dintre cele mai de finețe seriale Transformers datorită maturității, umorului, acțiunii, personajelor și mitologiei care le-a construit.
Serialul are un scor de utilizator de 6.6/10 stele pe IMdB.

## Joc video
Un singur joc video a fost făcut pentru serial, numit Transformers Animated: The Game, publicat de Activision pentru platforma Nintendo DS în octombrie 2008.